# Zdenek Felix

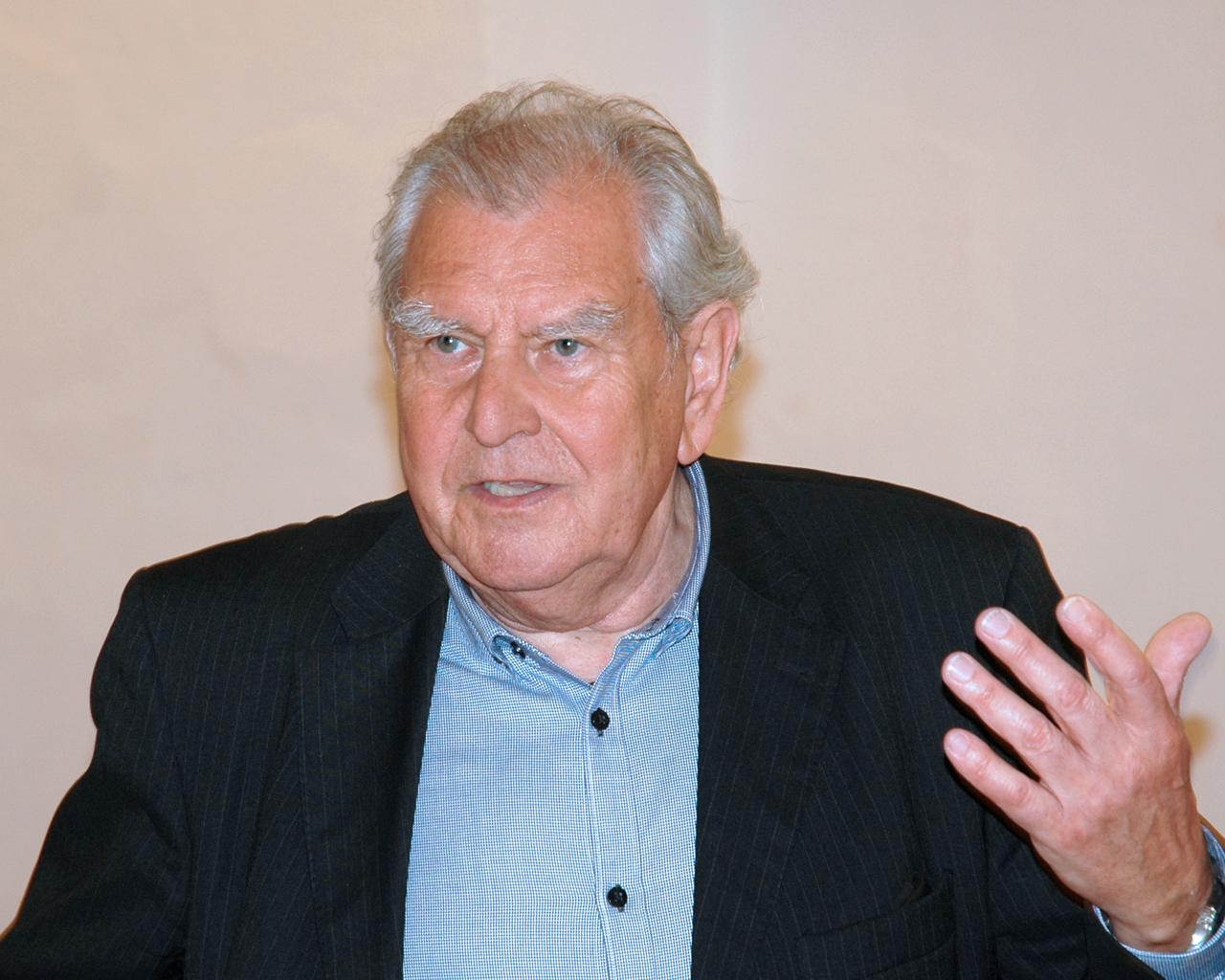
Zdenek Felix

Zdenek Felix (* 1938 in der Tschechoslowakei) ist ein deutscher Kunsthistoriker und Kurator für zeitgenössische Kunst und Fotografie.
Felix studierte Philosophie und Geschichte an der Karls-Universität Prag, an der er auch promoviert wurde. Nach einer Station als Redakteur einer Kunstzeitschrift verließ er die Tschechoslowakei 1968 und arbeitete als Assistent, zuerst an der Kunsthalle Bern und dann am Kunstmuseum Basel. Er arbeitete unter anderen auch mit Harald Szeemann zusammen.1976 wurde er Ausstellungsleiter im Museum Folkwang in Essen. Nach zehn Jahren wechselte er 1986 zum Kunstverein München, dessen Direktor er bis 1991 war. Von 1991 bis 2003 war er Direktor der Deichtorhallen in Hamburg. 2004 kuratierte er die Ausstellung „Made in Berlin“, die im Rahmen der Kunstmesse Art Forum Berlin stattfand.
Felix ist Verfasser und Herausgeber zahlreicher Veröffentlichungen zur zeitgenössischen Kunst. Er lebt und arbeitet seit 2003 als freier Kurator in Berlin.